# Akoursós
Akoursós är en ort i Cypern.   Den ligger i distriktet Eparchía Páfou, i den västra delen av landet, 90 km väster om huvudstaden Nicosia. Akoursós ligger 371 meter över havet och antalet invånare är 157. Den ligger på ön Cypern.
Terrängen runt Akoursós är kuperad. Trakten runt Akoursós är ganska tätbefolkad, med 185 invånare per kvadratkilometer. Närmaste större samhälle är Pafos, 12,2 km söder om Akoursós. Trakten runt Akoursós består till största delen av jordbruksmark.
Klimatet i området är tempererat. Årsmedeltemperaturen i trakten är 20 °C. Den varmaste månaden är juli, då medeltemperaturen är 30 °C, och den kallaste är januari, med 10 °C. Genomsnittlig årsnederbörd är 631 millimeter. Den regnigaste månaden är januari, med i genomsnitt 141 mm nederbörd, och den torraste är augusti, med 2 mm nederbörd.